# Mario Stojić
Mario Stojić (nacido el 6 de mayo de 1980 en Mannheim, Alemania) es un jugador profesional de baloncesto que posee la doble nacionalidad croata y alemana. Actualmente juega en el EnBW Ludwigsburg de la Basketball Bundesliga. Con 1,98 metros juega en la posición de alero.

## Trayectoria
Comenzó su carrera en las categoría inferiores del Post SG Mannheim. Estuvo jugando en Croacia hasta la temporada 2000/01 cuando fichó por la Bennetton de Treviso. A mitad de la temporada 2002/2003 el Bennetton lo cede al Lucentum Alicante, debutando en ACB el 16 de noviembre de 2002 y tras una media temporada muy destacada en Alicante, ficharía por el Real Madrid para las dos siguientes temporadas. En la temporada 2005/2006 fichó por el Menorca Bàsquet donde jugó hasta la temporada 2008/09 donde llegó a ser el capitán. Motivado por el descenso del equipo ambas partes acordaron la rescisión del contrato que le permitió volver a fichar por el CB Lucentum Alicante en la temporada 2009/10.
- Categorías inferiores: Post SG Mannheim (Alemania)
- 1996/1997: Sava Osiguranje Rijeka (Croacia)
- 1997/2000: KK Zagreb (Croacia)
- 2000/2001: KK Zadar (Croacia)
- 2001/2002: Benetton Treviso (Italia)
- 2002/2003: Benetton Treviso (Italia) y Etosa Alicante (España)
- 2003/2005: Real Madrid (España)
- 2005/2009: Menorca Bàsquet (España)
- 2009/:2010 CB Lucentum Alicante (España)
- 2010/:2013 BC Oostende (Bélgica)
- 2013/: EnBW Ludwigsburg (Alemania)

## Títulos

### Campeonatos nacionales
- Benetton Treviso - LEGA (Italia) - 2001-02
- Benetton Treviso - Supercopa de Italia - 2002
- Real Madrid - Liga ACB - 2004-05

### Distinciones individuales
- MVP 34ª Jornada - Liga ACB 2006/2007[2]